# Born (fumetto)
Born è una miniserie a fumetti dedicata al personaggio Frank Castle (conosciuto anche come Punisher o Punitore) e pubblicata dalla casa editrice statunitense Marvel Comics nel 2003. La serie dura 4 numeri, è distribuita sotto l'etichetta Max Comics ed è supervisionata da Joe Quesada. Si tratta della prima pubblicazione del personaggio Punisher ad essere realizzata sotto l'imprint Max Comics. I fumetti distribuiti con questa etichetta non presentano in copertina nessun riferimento o logo della Marvel Comics e sono indirizzati ad un pubblico più adulto rispetto a quello a cui sono destinati la maggior parte degli albi dei supereroi dell'Universo Marvel. Le conseguenze si riflettono nei contenuti che affrontano tematiche e situazioni più estreme e violente.

## Storia editoriale
Il personaggio Punisher, dopo aver attraversato una crisi di vendite a metà degli anni novanta, viene rilanciato a partire dal 1998 dall'etichetta Marvel Knights supervisionata da Joe Quesada. L'autore che ne segna la definitiva rinasciata è Garth Ennis con la serie The Punisher a partire dal 2000, seguita da The Punisher nel 2001. Sotto la nuova linea editoriale voluta da Quesada, le storie del Punitore acquistano un tono più realistico e violento. Sulle copertine degli albi non appare più il sigillo del Comics Code Authority (Autorità per il Codice sui Fumetti), e questo implica la possibilità di rivolgersi ad un pubblico più maturo rispetto a quello adolescenziale delle pubblicazioni dei supereroi Marvel.
Nel 2001 si crea però una nuova etichetta editoriale dal nome Max Comics che aumenta ulteriormenta la possibilità di realizzare storie estreme sia per i temi trattati che per la violenza esplicita mostrata in un fumetto. Punisher diviene subito un personaggio da utilizzare sotto il nuovo Imprint e la miniserie Born è la prima pubblicazione del Punitore che viene distribuita con il logo Max Comics.

### Genesi e ideazione
Con il passaggio del personaggio dall'etichetta Marvel Knights alla Max Comics, viene proposta questa serie limitata di 4 numeri che cerca di esplorare le origini del personaggio da un diverso punto di vista e in un differente periodo della sua vita. Infatti la vicenda si svolge durante gli ultimi quattro giorni di permanenza di Frank Castle nel conflitto del Vietnam. Siamo alla fine di ottobre del 1971 e quindi circa cinque anni prima della sparatoria tra malavitosi avvenuta a Central Park, la quale causò la morte dell'intera famiglia Castle tranne che di Frank. Sopravvissuto ai suoi cari, decise di assumere l'identità del Punitore e cominciare una perenne guerra al crimine. Finora eravamo stati portati a credere che la trasformazione di un ex-marine e buon padre di famiglia in uno spietato vigilante ossessionato dalla lotta al crimine fosse spiegata da questo evento traumatico, ma l'autore Garth Ennis svela che i presupposti al comportamento psicotico e violento si trovavano già nella sua psiche.
La pubblicazione di Born mantiene le premesse originali delle storie degli anni settanta che riguardano la nascita del Punitore e si pongono in contrasto con il progetto di ringiovanimento del personaggio già programmato dalla Marvel a metà degli anni novanta. L'allora responsabile editoriale Tom DeFalco e il supervisore Don Daley avevano previsto la necessità di eliminare la partecipazione alla Guerra del Vietnam dalla biografia fittizia del personaggio. Il motivo risiedeva nel fatto che se si manteneva il precedente, Frank sarebbe ormai stato un uomo verso la cinquantina e quindi non adatto ad essere protagonista di fumetti d'azione e d'avventura. Avevano quindi in mente di rivedere completamente le origini di Punisher in maniera da renderlo anagraficamente più giovane. Con la fine dell'epoca di Tom DeFalco e di Bob Harras come redattori della casa editrice, il nuovo direttore editoriale Joe Quesada, coadiuvato da Garth Ennis, decide di mantenere intatta la storia del personaggio, cercando di approfondire le sue radici psicotiche proprio nel conflitto vietnamita. Per quanto riguarda l'età, Frank è di fatto l'unico personaggio Marvel ad essere realmente invecchiato nell'arco della sua vicenda narrativa più che trentennale. Nella sua prima serie regolare Max Comics è ormai un uomo sulla sessantina, consapevole pienamente che presto la sua età e la sua ossessione per la lotta al crimine, segneranno per lui una fine tragica e violenta.

### Cronologia del personaggio
Le vicende qui narrate non sono più in continuity che quelle del Punitore pubblicate dalla Marvel Comics al di fuori dell'imprint Max Comics o Marvel Knights. Già a partire dalla serie Punisher del 2009, Rick Remender ci offre una versione più giovane del personaggio, nata dopo il conflitto del Vietnam, e inserita negli avvenimenti dell'Universo Marvel. Le prime storie sono infatti collegate alla saga Dark Reign e non presentano i toni cupi e violenti del vigilante di Garth Ennis. Nella storia Born le origini del personaggio vengono ambientate in una realtà alternativa denominata Terra-200111 che poi è la realtà in cui si collocano le serie e miniserie dell'etichetta Max. Questo mondo Marvel alternativo compare editorialmente per la prima volta con l'albo Fury n.1 del 2001. La realtà in cui avvengono la maggior parte delle storie dei fumetti Marvel ritenute canoniche è denominata invece Terra-616. Bisogna però sottolineare che le storie del Punitore narrate negli anni duemila sotto le etichette Marvel Knights e poi Max Comics sono comunque in continuity con quanto narrato sul personaggio dagli anni settanta fino agli anni duemila. Il punire di Ennis è infatti lo stesso visto su Amazing Spider-Man nel 1974 e protagonista della sua prima miniserie e serie regolare negli anni ottanta e novanta. Si tratta di un veterano della guerra del Vietnam che con il passare dei decenni è invecchiato e ha mantenuto una sua linea temporale simile a quelle dei lettori. Inevitabilmente la Marvel deve ora optare per un reboot del personaggio che lo renda attuale, più giovane e slegato da avvenimenti storici ormai datati.

## Storia
La storia si svolge nell'arco di quattro giorni che narrano l'ultimo periodo di Frank Castle nel conflitto del Vietnam. Frank ha il grado di Capitano e viene assegnato ad una base d'artiglieria per supporto avanzato a sole 7 miglia dal confine della Cambogia. Il nome ufficiale di questo campo è Firebase Valley Forge ed ha ormai perso ogni sua valenza tattica e logistica dal momento che l'esercito americano ha rinunciato ad ulteriori operazioni militari in quella zona. Nonostante questo, i Vietcong si preparano ad una violenta offensiva nei confronti di questo avamposto.

### Il Primo Giorno
Frank Castle si rende immediatamente conto che la Base sta per essere attaccata ma è impreparata ad affrontare il nemico. Individua diversi problemi disciplinari, mancanza d'artiglieria e la necessità di raddoppiare il numero dei soldati a disposizione.
L'ufficiale in comando è il Colonnello Ottman che, ormai alcolizzato e stanco di combattere, si rifiuta di prendere provvedimenti o semplicemente di accettare la possibilità di offensiva nemica. Alla base arriva anche un Generale che è disposto ad ascoltare le opinioni di Frank ma gli ribadisce che ormai Valley Forge verrà abbandonata dagli americani e presto i suoi soldati saranno rispediti a casa. Frank sembra non accettare l'idea di non poter rimanere a combattere e che il suo esercito possa ritirarsi dal conflitto. Comincia a sentire una voce interiore che gli sussurra che quello è il posto per lui, la sua Wonderland.

### Il Secondo Giorno
Frank Castle seleziona 29 marines per andare in perlustrazione al di fuori della base e rilevare eventuali movimenti dei nemici nella boscaglia di fronte al campo. Il gruppo è attaccato a sorpresa dai Vietcong e ci sono sei morti tra i soldati americani. L'imboscata poteva anche avere un esito peggiore se Castle non fosse riuscito a individuare e uccidere i cecchini. Viene anche fatta prigioniera una donna soldato vietnamita che subisce immediatamente uno stupro da parte di un americano. Castle uccide la prigioniera prima che questa subisca uno stupro di massa e poi, di nascosto, annega il marine che aveva approfittato per primo della donna. Stevie Goodwin è affascinato dalla figura del Capitano Castle e per caso si trova ad essere testimone dell'omicidio perpetrato dal suo Capitano nei confronti di un loro stesso compagno. Quando i due si affrontano sull'accaduto, comincia ad emergere l'anima nera del futuro Punisher. Frank si giustifica affermando: "Volevo Punirlo".

### Il Terzo Giorno
La Base viene isolata da un forte temporale e in caso di necessità non potrà ricevere copertura aerea. Frank capisce che è il momento ideale per i Vietcong di sferrare un'eventuale offensiva. La situazione disciplinare è però alla deriva. Il Colonnello si rifiuta di credere ad un attacco nemico, molti soldati sono dediti al consumo di alcolici e stupefacenti e quasi nessuno ha più interesse a combattere questa guerra. Nonostante ciò, Frank cerca di preparare i suoi compagni ad una difesa della base. Rispetto agli altri è il più determinato a continuare a combattere e sembra quasi infastidito dal fatto che presto la guerra potrebbe realmente finire.

### L'Ultimo Giorno
Alla fine i Vietcong attaccano in massa e con un numero soverchiante di uomini. Nonostante l'uso di artiglieria pesante la base è invasa dai guerriglieri vietnamiti. Il Colonnello Offman si suicida e tutti i suoi uomini vengono uccisi. Ne resta solo uno a combattere ferocemente e senza tregua: è Frank Castle. La sua battaglia sembra senza speranza ma lui continua a sentire una voce interiore che gli propone un patto:
(Voce interiore di Frank Castle)
Stremato, ferito e circondato da nemici, Frank risponde che accetta il patto indipendentemente da chi venga la proposta o da quale sia il prezzo da pagare. Improvvisamente arrivano i soccorsi americani e Frank viene miracolosamente tratto in salvo e rimpatriato. Quando atterra all'aeroporto lo attendono la moglie e i due figli. In quell'occasione sente ancora quella voce interiore che gli ricorda che il suo destino è ormai deciso e presto il prezzo dovrà essere pagato. Per un attimo Frank teme che sarà proprio la sua famiglia a dover essere sacrificata per le sue azioni passate e future ma dopo un attimo di sconforto sembra dimenticare questi pensieri e non sentirà più (almeno coscientemente) quella sinistra voce nella sua mente.

## Le Storie di Guerra di Garth Ennis
Questa miniserie riflette uno dei generi più volte ripreso dall'autore Garth Ennis: i fumetti su Storie di Guerra (War Stories). Una delle prime storie di genere da lui realizzate e pubblicate negli Stati Uniti si tratta della miniserie Unknown Soldier realizzata nel 1997 per l'etichetta editoriale Vertigo della casa editrice DC Comics. Da allora Ennis realizza diversi albi speciali ambientati in zone di guerra e la sua maestria nel gestire questo background narrativo gli torna adesso utile nel raccontare gli ultimi giorni di Frank Castle durante la guerra del Vietnam.

### Glossario militare
Nella miniserie l'autore utilizza una terminologia inserita nel contesto storico di quel conflitto. I termini e le abbreviazioni impiegate nella narrazione e nei dialoghi sono i seguenti:
- A.K.: fucile Kalashnikov semi-automatico di produzione sovietica e in dotazione ai Vietcong. Ne sono state utilizzate due versioni (AK-47 e AK-50).
- Charlie: il nemico vietnamita.
- Firebase: accampamento di artiglieria temporaneo, stanziato come supporto a successive operazioni militari.
- K.I.A. (Killed-In-Action): soldati uccisi in operazioni di guerra.
- N.C.O.: sergente o momentaneo capitano di una squadra.
- N.V.A.: esercito nord vietnamita.
- Sapper: un comando d'assalto nord vietnamita in genere armato con esplosivi.

Note: gli albi della serie nella loro edizione originale non presentano un glossario che specifichi al lettore il significato della sopracitata terminologia militare.

## Edizione italiana
L'edizione italiana è stata curata dalla Panini Comics che ne pubblica la versione definitiva nella collana Max Best Seller, come già accaduto con altre serie e miniserie dell'etichetta Max Comics. L'ultima edizione viene distribuita nelle fumetterie il 27 marzo 2014 sotto forma di albo brossurato a colori. La miniserie viene presentata come Le origini definitive del Punitore! e una delle più acclamate miniserie della Marvel moderna.
- Max Best Seller 4: Punisher - Born, 96 pp., col., Panini Comics, Modena, marzo 2014